# Largo Treze (métro de São Paulo)
Largo Treze est une station de la ligne 5 - Lilas du métro de la ville brésilienne de São Paulo opérée par ViaMobilidade. Elle a été inaugurée le 20 octobre 2002 et est située sur l'avenida Padre José Maria, et est rattachée au terminus Santo Amaro de la SPTrans.

## Situation sur le réseau

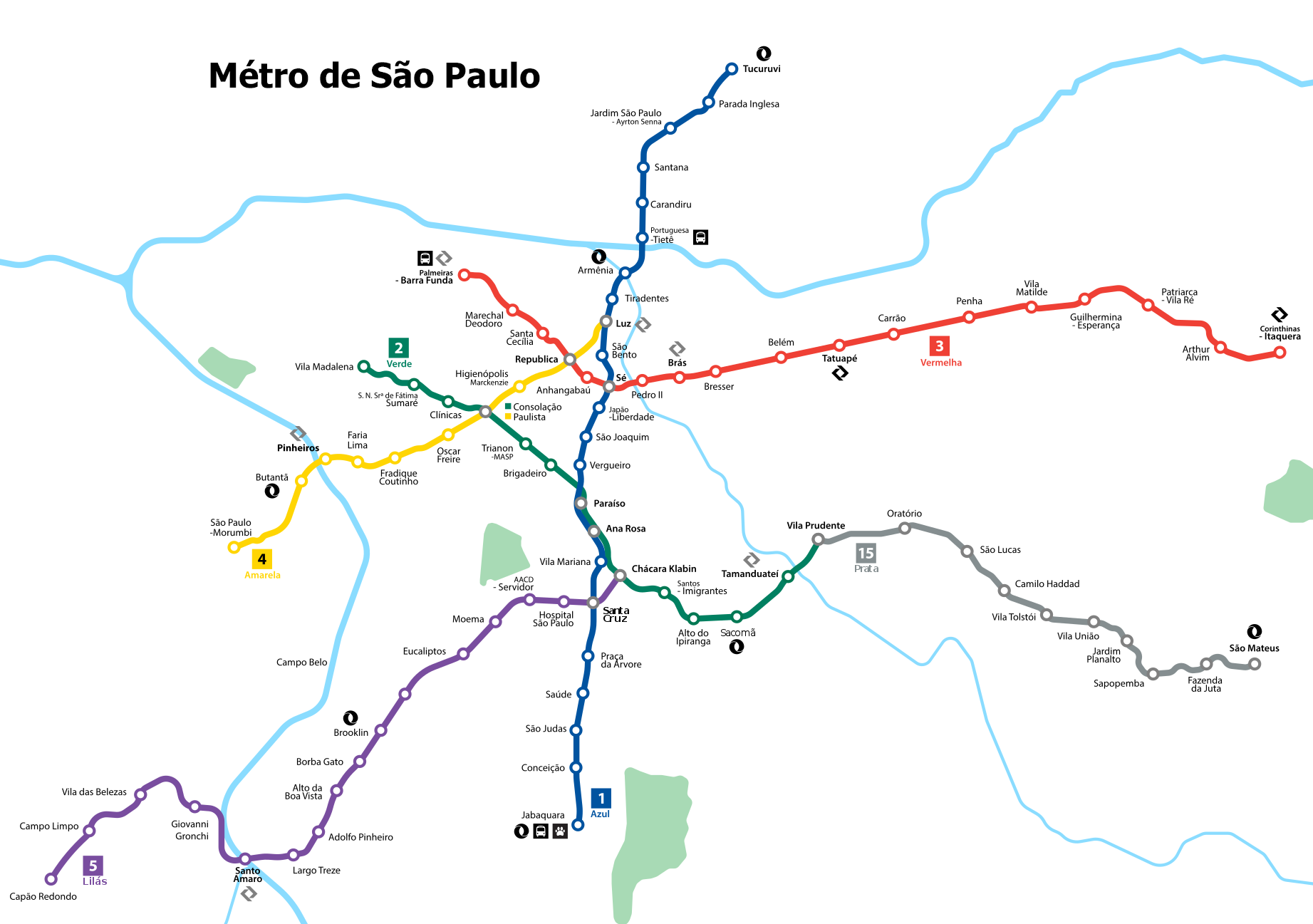
Plan du Métro de São Paulo 2020.

Établie en souterrain, la station Largo Treze est située sur la ligne 5 (Lilas) entre les stations Santo Amaro, en direction du terminus Capão Redondo, et Adolfo Pinheiro, en direction du terminus Chácara Klabin.

## Histoire
Le projet de la station Largo Treze a été réalisé en 1993. Dans la première version, le terminus d'autobus Santo Amaro (ouvert en 1987) serait démoli et la station construite à sa place. Après avoir analysé les avantages et les inconvénients de cette option, elle a été écartée et un nouveau projet a été développé intégrant la gare, le terminus et le largo Treze de Maio. Le changement du projet a eu un impact sur le club municipal Jörg Bruder. En 1997, la CPTM a obtenu un prêt de la Banque interaméricaine de développement (BID) pour réaliser les travaux. L'utilisation de la CPTM dans la gestion des travaux était due au fort endettement de la Companhia do Metropolitano de São Paulo qui l'a empêchée d'obtenir de nouveaux prêts. Au début des travaux, en mars 1998, certaines parties du club ont dû être fermées pour l'excavation du puits de la station. Avec l'achèvement des fouilles, le club a été rendu rénové à la communauté. En contrepartie des travaux, la cathédrale de Santo Amaro a été rénovée, y compris ses fondations,.
En juillet 2001, le gouvernement de São Paulo a annoncé que les travaux de la station (et de la ligne 5) seraient livrés dans la seconde moitié de 2002. Les travaux ont été achevés le 20 juillet 2002, environ une semaine avant le 2e tour des élections étatières à São Paulo en 2002 et l'élection présidentielle au Brésil en 2002. Avec la livraison de la station (et de la ligne 5), celle-ci a été transférée au métro de São Paulo.
La station a reçu le nom du largo 13 de Maio (Place 13 mai), le point historique de la fondation de Santo Amaro. Jusque-là connu sous le nom de largo do Jogo da Bola (Place du jeu de boule), en 1885, le conseil de Santo Amaro a changé son nom en largo Tenente Adolfo en hommage à Adolfo Alves Pinheiro de Paiva (qui deviendra plus tard le nom d'une avenue). Après la signature de la Loi d'or le 13 mai 1888, la municipalité de Santo Amaro a changé le nom de largo de Tenente Adolfo en Treze de Maio.
Lors de la recherche toponymique du nom de la station, le CPTM a enregistré trois suggestions. Ces suggestions ont été soumises à un vote public pour la population locale, avec le résultat suivant : Largo Treze = 65 % de votes valides ; Santo Amaro = 25% des votes valides ; Padre Antonio José Maria (nom officiel du terminus de bus) = 10% des votes valides. Ainsi, la nouvelle station a été baptisée Largo Treze.
Station avec 2 mezzanines pour distribution au sous-sol et quais latéraux un niveau sous les mezzanines, le tout en structure en béton apparent. Il dispose d'un accès pour les personnes handicapées dans l'une des mezzanines (côté du terminus) et d'une intégration avec le terminus de bus urbain,.
Circulation verticale composée de 8 escaliers mécaniques, 8 escaliers fixes et 4 ascenseurs ; Capacité jusqu'à 8 114 passagers/heure/pointe (à l'horizon 2010) ; Superficie construite de 8 750 m2.

## Services aux voyageurs

### Accès et accueil
La station dispose de quatre accès qui mènent à deux mezzanines, situées au niveau -1, elle permettent l'accès aux quais latéraux du niveau -2. Un ascenseur permet l'accessibilité de la station aux personnes à la mobilité réduite.

### Desserte
Largo Treze est desservie par les rames de la Ligne 5 du métro de São Paulo.
| Ligne                         | Terminus                       | Stations | Durée du voyage (min) | Intervalle minimum entre les trains | Opération                                                      |
| ----------------------------- | ------------------------------ | -------- | --------------------- | ----------------------------------- | -------------------------------------------------------------- |
| Ligne 5 du métro de São Paulo | Capão Redondo ↔ Chácara Klabin | 17       | 33                    | 75 (projecté) 165 (actuel)          | Du dimanche au vendredi, de 4h40 à 0h. Le samedi de 4h40 à 1h. |

Installation et desserte
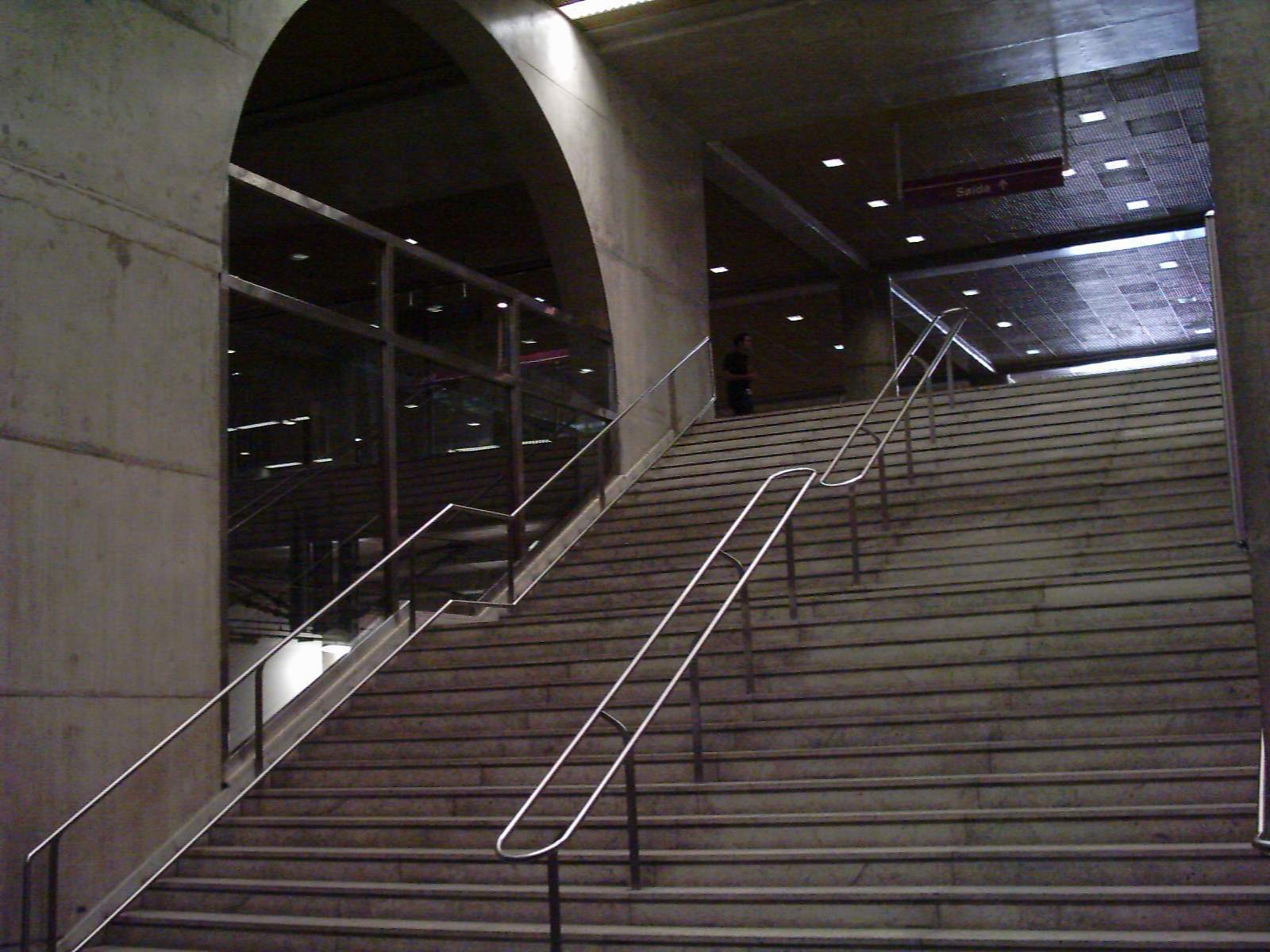
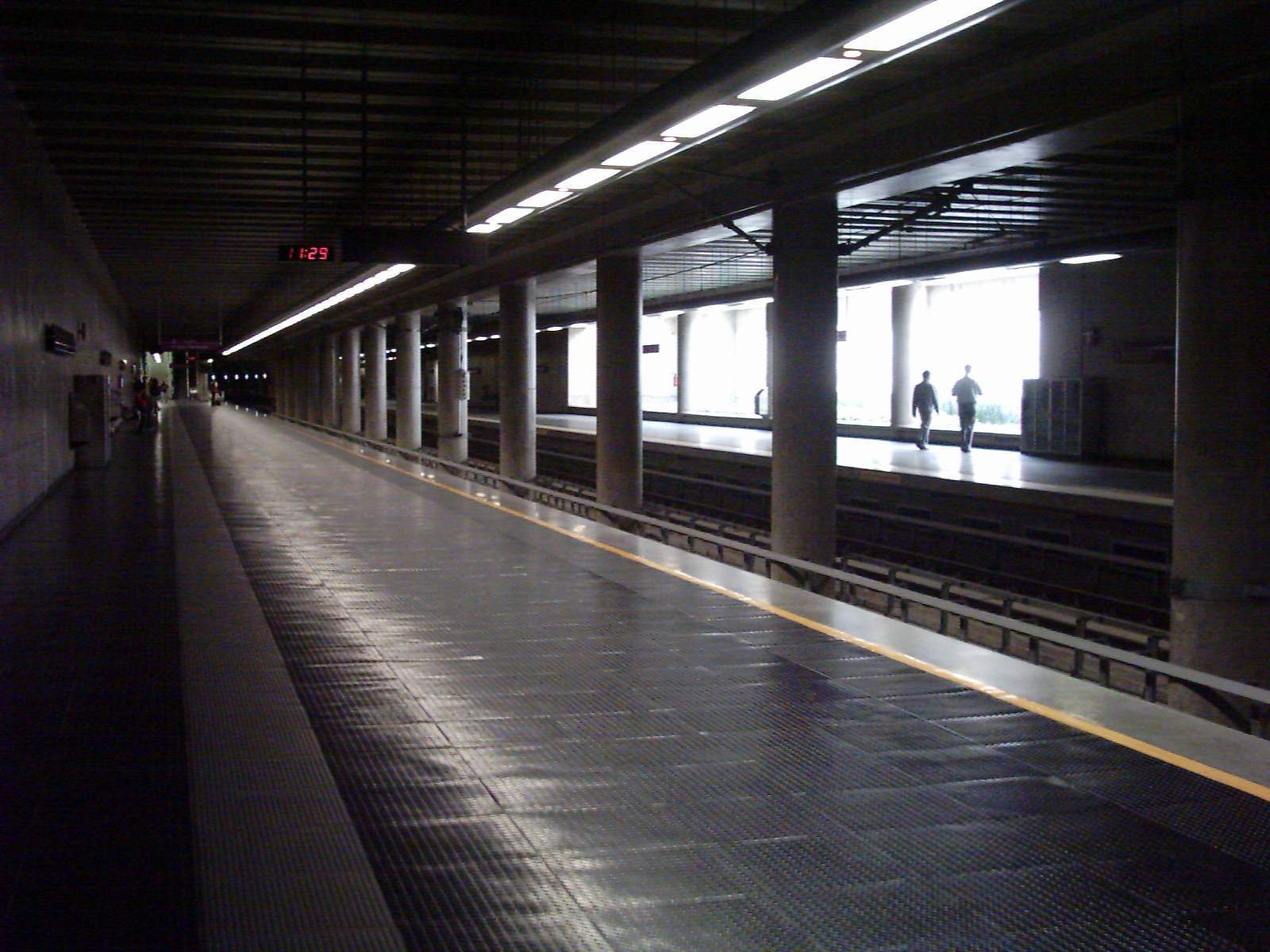
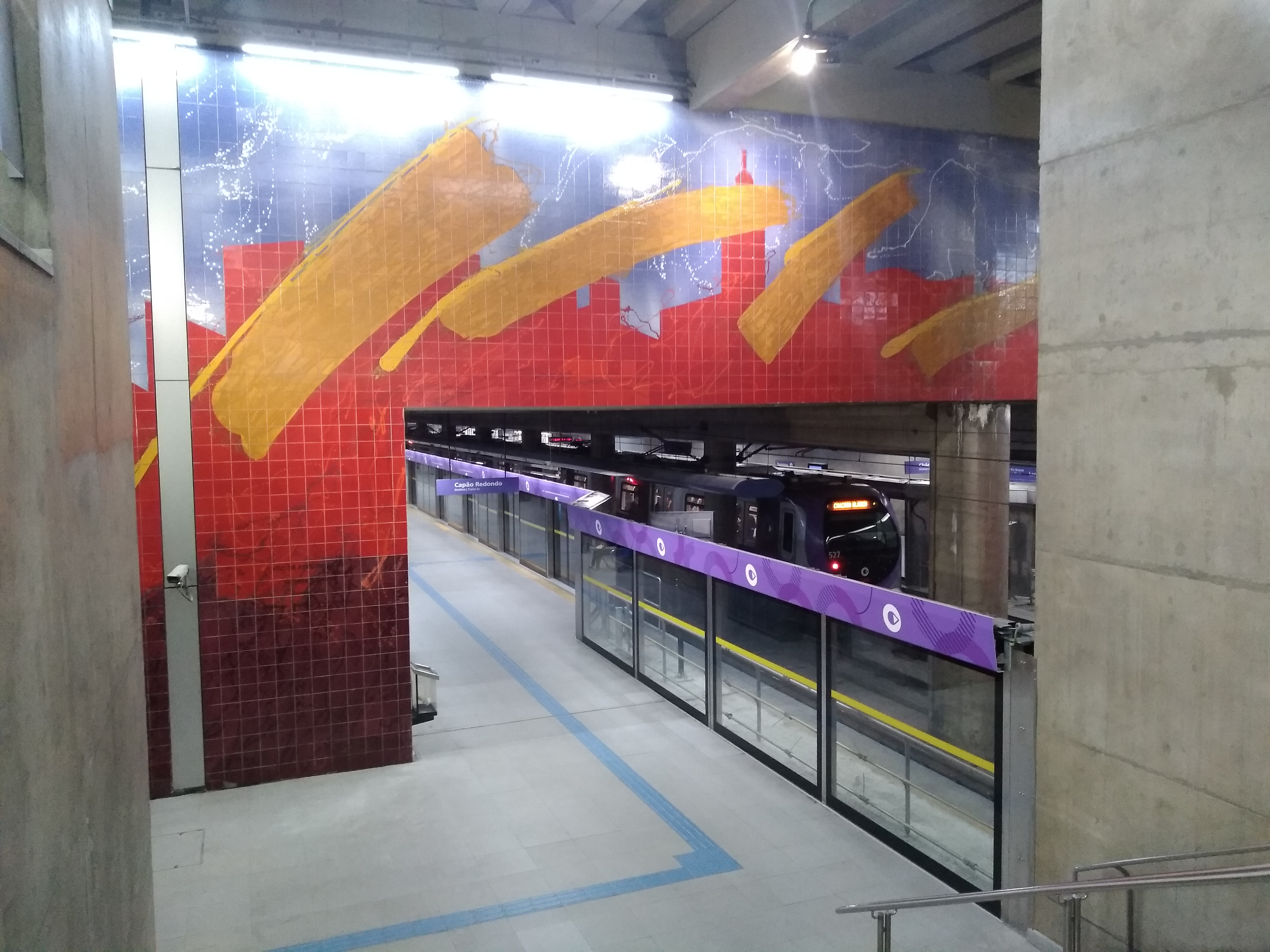

## Art dans le métro
- "Voo da Aproximação" (panneau), Gilberto Salvador, peinture et émail sur céramique brûlée à haute température (2002), pièces de céramique émaillées et colorées. (150 m2), installé sur le mur devant la mezzanine pour accéder au terminus de bus[13].